# Wallfahrtskirche Virgen de la Cabeza

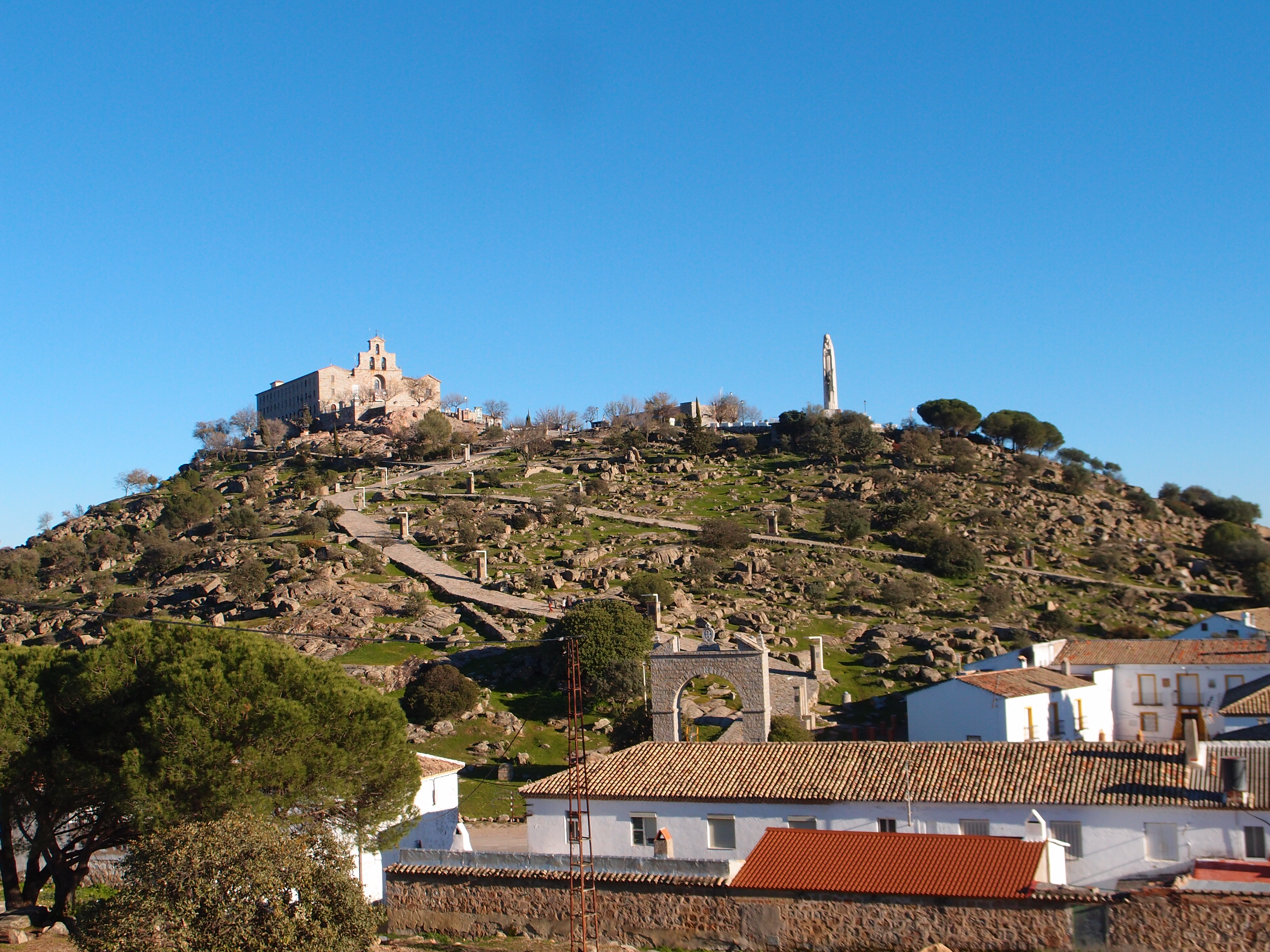
Cerro del Cabezo mit Wallfahrtskirche

Die Wallfahrtskirche Basilika Virgen de la Cabeza liegt im Naturpark Sierra de Andújar nördlich der Stadt Andújar in der Provinz Jaén (Spanien).

## Geschichte
Die Wallfahrtskirche geht zurück auf ein Marienbild, das der Legende nach von den Aposteln stammt, auf Grund der Malweise könnte es aus dem 5. Jahrhundert stammen. Während der maurischen Besatzung soll es auf dem Berg Cerro del Cabezo versteckt worden sein. Durch eine Marienerscheinung wurde ein Schäfer zu dem Bild geführt, wonach die Kirche gebaut wurde. Auch in anderen Städten bis nach Südamerika wird die Virgen de la Cabeza verehrt.
Das Heiligtum wurde zwischen 1287 und 1304 auf dem Hügel im gotischen Stil erbaut. Ende des 16. Jahrhunderts wurde es auf die heutige Größe ausgebaut. Die  Anfänge der traditionellen Prozession am ersten Aprilsonntag werden in dieser Zeit vermutet. Seit 1930 findet die Verehrung das ganze Jahr über statt. Es ist eine der ältesten Wallfahrten in Spanien.
Die verehrte Marienstatue wurde nach Dekret von Papst Pius X. am 18. März 1909 kanonisch gekrönt und zur Schutzheiligen von Andújar erklärt. Papst Johannes XXIII. erklärte sie 27. November 1959 weiterhin zur Patronin des Bistums Jaén.

## Belagerung im Spanischen Bürgerkrieg
Nach der gescheiterten Machtübernahme in der Provinz Jaén während des Spanischen Bürgerkrieges zogen sich Putschisten, insgesamt 165 Angehörige der Guardia Civil mit Zivilisten und Angehörigen des Klerus, zusammen etwa 1200 Personen, am 18. August 1936 in die Wallfahrtskirche Asedio del Santuario de Nuestra Señora de la Cabeza zurück. Es waren vornehmlich Bürger der Stadt Andújar.
Nach einer Belagerung durch einheimische Milizen über mehrere Monate entschloss sich der Kommandeur Major Nofuentes zu kapitulieren. Er wurde aber des Kommandos durch Santiago Cortés enthoben.
Republikanische Truppen versuchten ab dem 30. April 1937 mit der einheimischen Miliz von Jaén, der 16. Gemischten Brigade und der XII. Internationalen Brigade mit dem Dąbrowski-Bataillon, die Wallfahrtskirche einzunehmen.
Am 1. Mai 1937 konnte die Wallfahrtskirche durch den vorbereitenden Artilleriebeschuss, bei dem der Kapitän Santiago Cortes der Guardia Civil tödlich verletzt wurde, durch Truppen der Republik eingenommen werden. Durch den Artilleriebeschuss wurde die Wallfahrtskirche komplett zerstört. Dieses wurde 1949 mit El santuario no se rinde (dt.: „Die Wallfahrtskirche gibt nicht auf“) verfilmt.

## Basilika
Das Heiligtum wurde nach dem Bürgerkrieg bis 1943 wieder aufgebaut und zur Pfarrkirche für die umgebenden Höfe. Präsident José María Aznar besuchte die Kirche 1998 zum Sonntagsgottesdienst. 2009 erhielt das Heiligtum die Goldene Rose durch Papst Benedikt XVI. verliehen, der der Kirche 2010 in den Rang einer Basilica minor erhob. Am 3. Juli 2011 wurde der neue Altar von Manuel López der Basilika geweiht.